# Чечунова, Елена Валерьевна
Елена Валерьевна Чечунова (р. 28 декабря 1962 года, Нижний Тагил) — российский политик, депутат Законодательного Собрания Свердловской области (Первоуральский избирательный округ), руководитель фракции "ЕДИНАЯ РОССИЯ" в Законодательном Собрании, председатель комитета Законодательного Собрания по молодежной политике, развитию физической культуры, спорта и туризма.

## Биография
Окончила Нижнетагильскую среднюю специальную школу № 5 с преподаванием ряда предметов на английском языке, Московский институт народного хозяйства имени Г. В. Плеханова, специальность «инженер-технолог». В 2000 году в Уральском государственном экономическом университете (УрГЭУ-СИНХ) защитила диссертацию на соискание учёной степени кандидата экономических наук на тему «Эффективность экологического предпринимательства в условиях реализации экологических программ (на примере г. Н. Тагил)».
После окончания института работала старшим инженером Научно-исследовательского института общественного питания Министерства торговли СССР (Москва). В 1988 году вернулась в город Нижний Тагил.
С 1989 года по 2006 год работала в администрации города Нижнего Тагила. На протяжении многих лет возглавляла городской Комитет по экономике и ценовой политике.
С 2006 года по март 2010 года — депутат Областной думы от партии «Единая Россия», заместитель председателя комитета по бюджету, финансам и налогам. Параллельно, с 15 сентября 2008 года по 14 апреля 2010 года возглавляла региональную общественную приёмную председателя партии «Единая Россия» В. В. Путина в Свердловской области.
С 23 марта 2010 года по 30 ноября 2011 года — председатель Областной думы Законодательного Собрания Свердловской области. С 14 апреля 2010 года по 18 января 2012 года занимала должность секретаря политсовета Свердловского регионального отделения партии «Единая Россия».
4 декабря 2011 года избрана в состав однопалатного Законодательного собрания Свердловской области по списку партии «ЕДИНАЯ РОССИЯ». На первом заседании 20 декабря 2011 года утверждена заместителем председателя Законодательного собрания Свердловской области, возглавляет депутатскую фракцию «ЕДИНАЯ РОССИЯ».

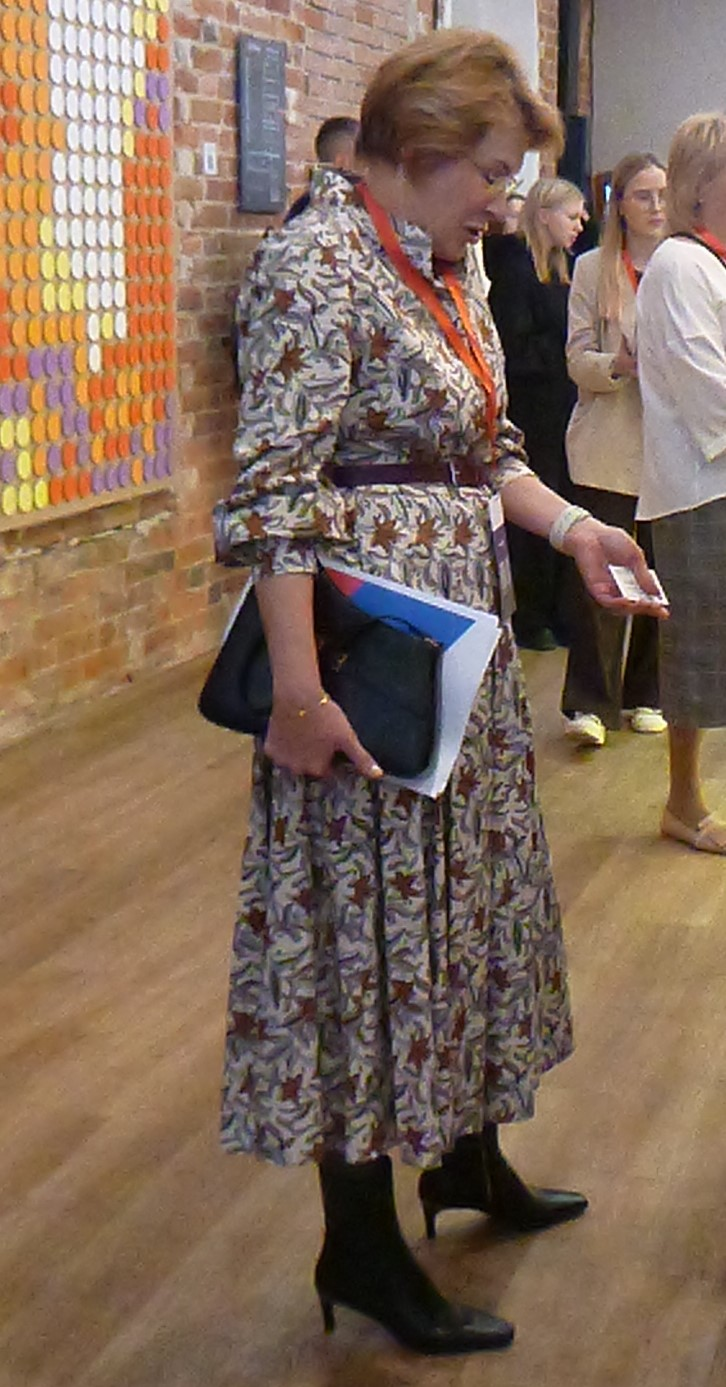
Елена Чечунова, 18 октября 2024 года.

Заместитель Секретаря Свердловского регионального отделения партии "ЕДИНАЯ РОССИЯ" по работе с депутатами и депутатскими объединениями. 
На выборах региональный парламент  в сентябре 2016 г  баллотировалось по Первоуральскому избирательному округу № 22  по списку Партии "ЕДИНАЯ РОССИЯ". В Законодательном Собрании возглавляет фракцию "ЕДИНАЯ РОССИЯ",  комитет по молодежной политике, развитию физической культуры, спорта и туризма.